# Ketimang
Ketimang is een bestuurslaag in het regentschap Sidoarjo van de provincie Oost-Java, Indonesië. Ketimang telt 2625 inwoners (volkstelling 2010).